# Reinserció
La reinserció o reinserció social, segons el concepte de Dret dels sistemes garantistes, és la finalitat de les condemnes i les institucions penitenciàries; portant a l'extrem les garanties que l'Estat de Dret atorga als drets dels acusats i condemnats, anant més enllà de la presumpció d’innocència.
Tot això mencionat amb anterioritat coincideix amb l'optimisme antropològic (és important mencionar a personatges com ara Sòcrates, que deia que la maldat estava lligada a la ignorància, Rousseau que feia referència a la bondat natural de l’home, o Concepció Arenal, qui digué: “odia el delicte i compadeix el delinqüent”, “obriu escoles i tanqueu presons”). Aquest optimisme, de les concepcions progressistes de l'educació i la psicologia, fa comprendre el comportament antisocial com a resultat d’un fracàs en la socialització. No obstant això, el comportament antisocial ha de tenir la possibilitat de rectificar-se, a través de la reeducació o rehabilitació.
Un cop superat el concepte de revenja (en l'àmbit privat, vindicta o vendetta, o en l’àmbit públic, vindicta publica) cap al concepte de justícia (iustitia), des d’un punt de vista garantista, l’objectiu de la condemna ha de ser la reintegració en la societat del condemnat (reu), després d’haver completat i haver complert la seva condemna. En moltes ocasions aquest compliment no és necessari, atès que se simulen les formes d'aquest amb permisos penitenciaris, graus de règim penitenciari, llibertat condicional, remissió de condemna, indults parcials o totals, etc. En definitiva, tot allò que antigament es denominaven “mesures de gràcia”. El concepte resocialització no és sinònim de “reinserció”, atès que la resocialització fa referència al procés d’aquell individu que és privat de la llibertat fins a arribar a la reinserció com a últim fi, essent, doncs, una etapa d’aquest segon concepte.
D’una banda, la condemna a mort i la cadena perpètua són incompatibles amb aquesta concepció jurídica, atès que suposen la impossibilitat de reinserció de l’individu. D’altra banda, el fet de reincidir en el delicte s’observa com un fracàs de les mesures de reinserció. Existeix, un debat en l’àmbit intel·lectual, jurídic, social, polític, etc., que fa referència a la conveniència, així com a la possibilitat o impossibilitat de la reinserció, especialment per alguns delictes o delinqüents (n’és un bon exemple el cas dels psicòpates), oferint, doncs, altres finalitats per les condemnes, com ara l'expiació, retribució a les víctimes, seguretat i prevenció general.